# Wereldkampioenschappen shorttrack junioren 2017
Het wereldkampioenschappen shorttrack voor junioren 2017 vond van 27 tot en met 29 januari 2017 plaats in OlympiaWorld in Innsbruck, Oostenrijk.

## Medailles

### Mannen
| Onderdeel         | Goud                                                          | Goud                                                          | Zilver                                                  | Zilver                                                  | Brons                                                                      | Brons                                                                      |
| ----------------- | ------------------------------------------------------------- | ------------------------------------------------------------- | ------------------------------------------------------- | ------------------------------------------------------- | -------------------------------------------------------------------------- | -------------------------------------------------------------------------- |
| 500m              | Shaoang Liu                                                   | HUN                                                           | Thomas Insuk Hong                                       | USA                                                     | Kazuki Yoshinaga                                                           | JPN                                                                        |
| 1000m             | Shaoang Liu                                                   | HUN                                                           | Kim Si-un                                               | KOR                                                     | Wang Penyu                                                                 | CHN                                                                        |
| 1500m             | Shaoang Liu                                                   | HUN                                                           | Aleksandr Sjoelginov                                    | RUS                                                     | Kazuki Yoshinaga                                                           | JPN                                                                        |
| 1500m superfinale | Kim Si-un                                                     | KOR                                                           | Shaoang Liu                                             | HUN                                                     | Kazuki Yoshinaga                                                           | JPN                                                                        |
| Allround          | Shaoang Liu                                                   | HUN                                                           | Kim Si-un                                               | KOR                                                     | Kazuki Yoshinaga                                                           | JPN                                                                        |
| 3000m Aflossing   | Zuid-Korea Jung Hok-young Kim Si-un Moon Won-jun Park Noh-won | Zuid-Korea Jung Hok-young Kim Si-un Moon Won-jun Park Noh-won | China Jia Haidong Wang Haotian Wang Pengyu Xu Chongyang | China Jia Haidong Wang Haotian Wang Pengyu Xu Chongyang | Verenigde Staten Aaron Heo Benjamin Thornock Brandon Kim Thomas Insuk Hong | Verenigde Staten Aaron Heo Benjamin Thornock Brandon Kim Thomas Insuk Hong |

### Vrouwen
| Onderdeel         | Goud                                        | Goud                                        | Zilver                                                                               | Zilver                                                                               | Brons                                                       | Brons                                                       |
| ----------------- | ------------------------------------------- | ------------------------------------------- | ------------------------------------------------------------------------------------ | ------------------------------------------------------------------------------------ | ----------------------------------------------------------- | ----------------------------------------------------------- |
| 500m              | Lee Yu-bin                                  | KOR                                         | Sofia Prosvirnova                                                                    | RUS                                                                                  | Maame Biney                                                 | USA                                                         |
| 1000m             | Lee Yu-bin                                  | KOR                                         | Seo Whi-min                                                                          | KOR                                                                                  | Sofia Prosvirnova                                           | RUS                                                         |
| 1500m             | Seo Whi-min                                 | KOR                                         | Li Jinyu                                                                             | CHN                                                                                  | Petra Jászapáti                                             | HUN                                                         |
| 1500m superfinale | Lee Yu-bin                                  | KOR                                         | Han Soo-lim                                                                          | KOR                                                                                  | Li Jinyu                                                    | CHN                                                         |
| Allround          | Lee Yu-bin                                  | KOR                                         | Seo Whi-min                                                                          | KOR                                                                                  | Sofia Prosvirnova                                           | RUS                                                         |
| 3000m Aflossing   | China Gong Li Li Jinyu Luo Linyun Song Yang | China Gong Li Li Jinyu Luo Linyun Song Yang | Rusland Jekaterina Jefremenkova Sofia Prosvirnova Joelia Sjisjkina Angelina Tarasova | Rusland Jekaterina Jefremenkova Sofia Prosvirnova Joelia Sjisjkina Angelina Tarasova | Japan Ami Hirai Shione Kaminaga Aoi Watanabe Miwako Yamaura | Japan Ami Hirai Shione Kaminaga Aoi Watanabe Miwako Yamaura |

### Medailleklassement
| Plaats | Land             | Goud | Zilver | Brons | Totaal |
| 1      | Zuid-Korea       | 5    | 4      | 0     | 9      |
| 2      | Hongarije        | 4    | 0      | 1     | 5      |
| 3      | China            | 1    | 2      | 1     | 4      |
| 4      | Rusland          | 0    | 3      | 2     | 5      |
| 5      | Verenigde Staten | 0    | 1      | 2     | 3      |
| 6      | Japan            | 0    | 0      | 4     | 4      |

Wereldkampioenschap shorttrack (individueel)

Champaign 1976 · 
Grenoble 1977 · 
Solihull 1978 · 
Quebec 1979 · 
Milaan 1980 · 
Meudon 1981 · 
Moncton 1982 · 
Tokio 1983 · 
Peterborough 1984 · 
Amsterdam 1985 · 
Chamonix 1986 · 
Montreal 1987 · 
St. Louis 1988 · 
Solihull 1989 · 
Amsterdam 1990 · 
Sydney 1991 · 
Denver 1992 · 
Peking 1993 · 
Guildford 1994 · 
Gjövik 1995 · 
Den Haag 1996 · 
Nagano 1997 · 
Wenen 1998 · 
Sofia 1999 · 
Sheffield 2000 · 
Jeonju 2001 · 
Montreal 2002 · 
Polen 2003 · 
Göteborg 2004 · 
Peking 2005 · 
Minneapolis 2006 · 
Milaan 2007 · 
Gangneung 2008 · 
Wenen 2009 · 
Sofia 2010 · 
Sheffield 2011 · 
Shanghai 2012 · 
Debrecen 2013 · 
Montreal 2014 · 
Moskou 2015 · 
Seoel 2016 · 
Rotterdam 2017 · 
Montreal 2018 ·
Sofia 2019 ·
Seoel 2020 ·
Dordrecht 2021 ·
Montreal 2022 ·
Seoel 2023 ·
Rotterdam 2024 ·
Peking 2025
Wereldkampioenschap shorttrack (teams)

Seoul 1991 · 
Nobeyama 1992 · 
Boedapest 1993 · 
Cambridge 1994 · 
Zoetermeer 1995 · 
Lake Placid 1996 · 
Seoel 1997 · 
Bormio 1998 · 
St. Louis 1999 · 
Den Haag 2000 · 
Nobeyama 2001 · 
Milwaukee 2002 · 
Boedapest 2003 · 
Sint-Petersburg 2004 · 
Chuncheon 2005 · 
Montreal 2006 · 
Boedapest 2007 · 
Harbin 2008 · 
Heerenveen 2009 · 
Bormio 2010 · 
Warschau 2011
Wereldkampioenschappen shorttrack junioren

Seoel 1994 ·
Calgary 1995 ·
Courmayeur 1996 ·
Marquette 1997 ·
Saint Louis 1998 ·
Montreal 1999 ·
Székesfehérvár 2000 ·
Warschau 2001 ·
Chuncheon 2002 ·
Boedapest 2003 ·
Peking 2004 ·
Belgrado 2005 ·
Miercurea Ciuc 2006 ·
Mladá Boleslav 2007 ·
Bozen 2008 ·
Sherbrooke 2009 ·
Taipei 2010 ·
Courmayeur 2011 ·
Melbourne 2012 ·
Warschau 2013 ·
Erzurum 2014 ·
Osaka 2015 ·
Sofia 2016 ·
Innsbruck 2017 ·
Tomaszów Mazowiecki 2018 ·
Montreal 2019 ·
Bormio 2020 ·
Salt Lake City 2021 ·
Gdańsk 2022 ·
Dresden 2023 ·
Gdańsk 2024 ·
Calgary 2025